# Figlio mio, infinitamente caro...
Figlio mio infinitamente caro... è un film del 1985 diretto da Valentino Orsini.

## Trama
Un avvocato rispettabile scopre che il figlio, poco più che ventenne, è un eroinomane. Farà qualunque cosa per aiutare il suo unico figlio, anche se questo vuol dire condividere il suo personale inferno.

## Riconoscimenti
- Globo d'oro – 1986
  - Miglior attrice rivelazione a Valeria Golino
- Ciak d'oro – 1986
  - Candidatura alla migliore attrice non protagonista a Valeria Golino